# Leonidas Sabanis
Leonidas Sabanis (grekiska: Λεωνίδας Σαμπάνης), född 28 oktober 1971 i Korça i Albanien, är en albansk-grekisk före detta tyngdlyftare. Han vann två silvermedaljer vid olympiska sommarspelen 1996 och 2000.